# The Tale of Scrotie McBoogerballs
«The Tale of Scrotie McBoogerballs» (en español: «La historia de Escroto McBolas de Moco») es el segundo episodio de la decimocuarta temporada de la serie de televisión animada South Park, y el episodio 197 en general de la serie. Se emitió originalmente en Comedy Central en los Estados Unidos el 24 de marzo de 2010. La trama se centra en un libro de bromas manuscrito de forma anónima por los compañeros de cuarto grado Kyle, Stan, Kenny y Cartman, cuyo contenido vulgar produce náuseas a todos los que lo leen, pero que también lo alaban como una obra maestra. La broma fracasa cuando su compañero de clase Butters, a quien los niños convencieron de que es el autor real del libro, es aclamado como un genio y el libro se analiza en busca de un subtexto profundo que los niños nunca pretendieron.
El episodio fue escrito y dirigido por los cocreadores de la serie Trey Parker y Matt Stone, y fue calificado como TV-MA L en los Estados Unidos. Sirve como una sátira de la crítica hacia la cultura pop y se burla de las personas que encuentran mensajes ocultos en obras que no están destinadas a ser analizadas. El episodio incluye otros temas, incluida la falta de interés por la lectura entre los jóvenes estadounidenses, y también se burla de la idea de que un libro por sí solo puede inspirar a alguien a cometer crímenes violentos.
La novela The Catcher in the Rye de J. D. Salinger juega un papel importante en el episodio, ya que los chicos de South Park se inspiran para escribir su propio libro cuando sienten que el libro de Salinger no está a la altura de su controvertida reputación. El episodio también satiriza a la actriz Sarah Jessica Parker y a la familia Kardashian.
«The Tale of Scrotie McBoogerballs» recibió críticas generalmente positivas, y muchos comentaristas elogiaron los temas del episodio sobre el análisis excesivo de obras culturales. Según Nielsen Media Research, el episodio fue visto por 3,24 millones de espectadores. Después de que se emitió el episodio, Kim, Kourtney y Khloé Kardashian elogiaron su interpretación.

## Trama
A los estudiantes de cuarto grado de la escuela primaria South Park se les asigna la lectura de The Catcher in the Rye y se emocionan cuando Sr. Garrison les cuenta su controvertida historia. Sin embargo, después de leer el libro, Stan, Kyle, Cartman y Kenny lo perciben como completamente inofensivo y sienten que la escuela los ha «engañado» para que lean. En respuesta, deciden escribir su propia novela, The Tale of Scrotie McBoogerballs, (en español: La historia de Escroto McBolas de Moco) con el propósito de ser deliberadamente ofensiva. Más tarde, los padres de Stan encuentran y leen el manuscrito. Su disgusto es tal que no pueden leerlo sin vomitar profusamente, pero aprecian la calidad de su redacción e informan a los demás padres. Temiendo ser reprendidos, los chicos convencen a Butters de que escribió el libro mientras caminaba sonámbulo. Butters les cree porque después de leer The Catcher in the Rye, siente como si hubiera entrado en estados alterados de conciencia que le hacen querer matar a otros, sólo para descubrir que sus objetivos previstos han fallecido hace mucho tiempo.
Butters confiesa haber escrito la novela, pero se sorprende por la respuesta positiva de los adultos. Para enfado de los otros chicos, un representante de Penguin Books acepta contratar a Butters para un contrato de libro. The Tale of Scrotie McBoogerballs se convierte en un éxito, del que los consumidores dan fe a pesar de vomitar mientras leen el libro. A medida que crece el éxito de Butters, los otros chicos hacen campaña sin éxito para que se prohíba el libro. Les molesta encontrar lectores que interpretan pasajes de la novela como alegorías de cuestiones políticas polémicas, lo que nunca fue su intención. Dado que en el libro se burlan habitualmente de Sarah Jessica Parker, Cartman y Kenny planean matarla, asumiendo que la reacción del público y la atención de los medios resultarían en la prohibición del libro. Le colocaron astas a Parker para disfrazarla de alce, antes de abandonarla en el bosque durante temporada de caza.
Más tarde, Butters escribe su propio libro, The Poop That Took a Pee (en español: El popó que hizo pipí), que consiste únicamente en descripciones simples de la coprofilia yuxtapuestas con humor higiénico. Los cuatro chicos están convencidos de que el libro será un fracaso y exponen públicamente a Butters como un fraude con respecto al primer libro. Sin embargo, para su disgusto, aunque los lectores no están tan disgustados con el nuevo libro, lo perciben como aún más profundo y continúan haciendo sus propias interpretaciones. Después de terminar el libro, un lector enloquecido bloquea una grabación de Keeping Up with the Kardashians y mata a toda la familia Kardashian en un tiroteo masivo.
Como resultado, tanto The Tale of Scrotie McBoogerballs como The Poop That Took a Pee están prohibidos, y Butters está devastado, principalmente porque era un devoto fanático de Kim Kardashian. Stan y Kyle sugieren que, en lugar de leer libros e interpretarlos sin pensar, la gente debería simplemente mirar televisión. Cartman también convence a Butters de que él fue el responsable de la muerte de Parker. Butters inicialmente se sorprende al saber esto, pero luego se calma y dice: «Bueno, al menos ella era fea».

## Producción y tema

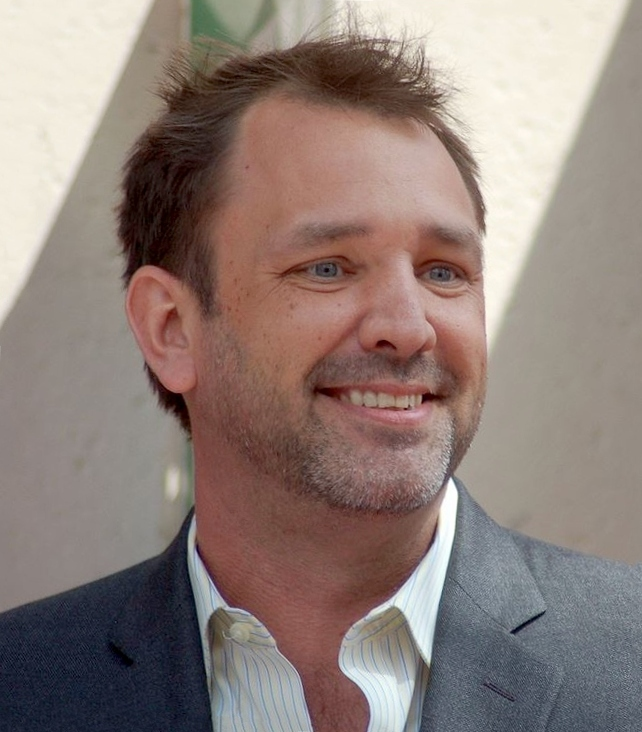
El cocreador South Park, Trey Parker, escribió «The Tale of Scrotie McBoogerballs».

«The Tale of Scrotie McBoogerballs» fue escrito y dirigido por el cocreador de la serie Trey Parker y fue clasificada como TV-MA en los Estados Unidos. Se emitió originalmente en Comedy Central en los Estados Unidos el 24 de marzo de 2010. El episodio sirve principalmente como una sátira de la crítica de la cultura pop. Aunque los chicos de South Park escribieron The Tale of Scrotie McBoogerballs simplemente para sorprender y ofender a la gente, los lectores profundizan demasiado en el significado detrás del libro, encontrando alegorías y simbolismos ocultos que los autores reales insisten que no están presentes. Personas con filosofías contradictorias, incluidos liberales y conservadores, y defensores de la elección y la vida, intentan afirmar que el mismo trabajo transmite y valida su propia ideología. El guion sirve como crítica a las personas que se toman demasiado en serio este tipo de obras de la cultura pop. Aunque esto se demuestra específicamente a través de la crítica literaria en el episodio, el tema se puede extender también a la crítica cinematográfica y televisiva. El episodio sugiere que las personas están tan desesperadas por encontrar inspiración que están dispuestas a imponer sus esperanzas y sueños en obras de arte, incluso si carecen por completo de esas cualidades. Algunos comentaristas pensaron que los creadores de South Park, Parker y Matt Stone, se estaban burlando implícitamente de la cantidad de análisis sobre el significado más profundo que el propio South Park suele recibir en sus reseñas. Otros han sugerido que este análisis excesivo es una referencia a la cantidad de temas para adultos identificados en la serie de novelas de Harry Potter y Crepúsculo.
El episodio retrata a los niños pequeños casi completamente desinteresados en la lectura. Los chicos de South Park muestran entusiasmo por su tarea de lectura basándose únicamente en la promesa de material ofensivo y controvertido en el libro. En lugar de encontrar algún mérito en el libro, los chicos se enojan cuando encuentran que el material es inofensivo, lo que lleva a Cartman a declarar que lo han «engañado» para que lea un libro completo. A través del ascenso y caída de la carrera de Butters como autor, el episodio también demuestra los peligros del éxito literario y los engaños. El episodio también satiriza la noción de que un libro puede identificarse como la única razón para que un lector mate a alguien, particularmente a través de la reacción de Butters ante The Tale of Scrotie McBoogerballs. Butters sufre desmayos después de leer The Catcher in the Rye y cantar «¡Maten a John Lennon/Ronald Reagan!», hasta que, con decepción, descubre que ya están muertos. Más tarde, un lector de The Poop That Took a Pee asesina a la familia Kardashian.